# Чжао Юн
Чжао Юн (趙雍,1289 —близько 1360) — китайський художник часів династії Юань.

## Життєпис
Народився у 1289 році у м. Хучжоу (тепер Чжецзян). Був сином відомих художників Чжао Менфу та Гуань Даошен. Отримав художню освіту у батьків. Покликаний до двору за сприяння свого батька у перші роки правління імператора Тоґон-Темура, який особисто зустрінув молодого художника. Отримав від нього високий пост при імператорському дворі. Усе подальше життя пов'язано з виконання замовлень Тоґон-Темура, монгольських князів, інших представників шляхти.

## Творчість

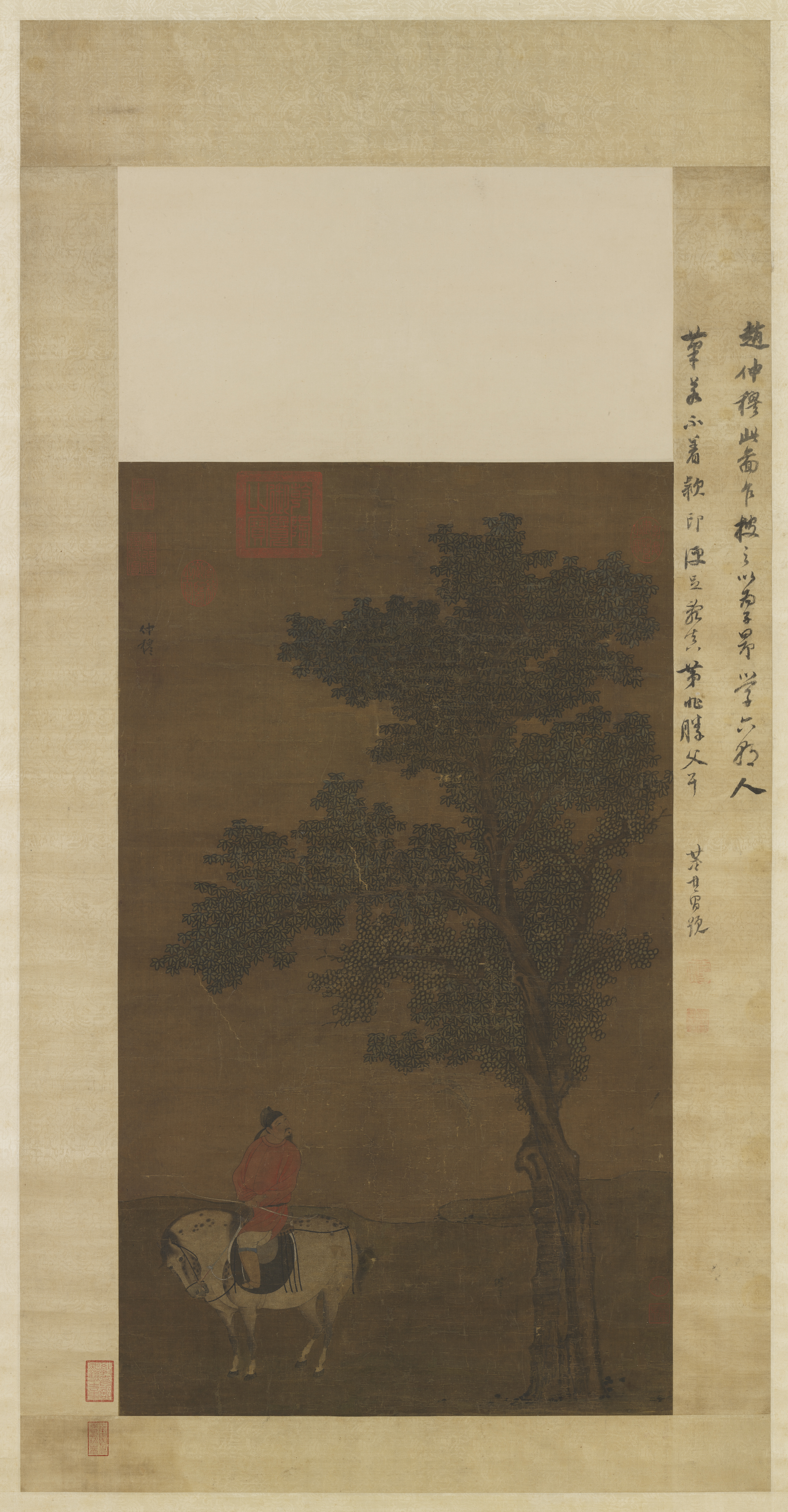
«Поїздка навесні»

Розвивав жанри, що були прийняті при дворі династії юань, розпочаті ще його батьком. Малював здебільшого людей, імператора, членів його родини, коней, а також пейзажі. Чжао Юн також поєднував написання природи з людськими фігурами, прикладом цього є сувій «Поїздка навесні».